# Федорівське нафтогазове родовище
Федорівське нафтогазове родовище – гігантське родовище у Тюменській області.

## Геологічна інформація
Родовище відкрили в 1971 році за допомогою розвідувальної свердловини, що дала приплив вуглеводнів з відкладів нижньої крейди – нафти з пластів мегіонської свити валанжинського ярусу та нафти і газу з пластів вартовської свити готерів-баремського ярусів. В подальшому в межі родовища включили Північно-Сургутську структуру, на якій нафту отримали ще в 1963 році із пласта вартовської свити. Глибина залягання продуктивних пластів від 1775 до 1858 метрів.
Колектори – пісковики з прослоями аргілітів та алевролітів.
Початкові видобувні запаси нафти за російськими категоріями А+В+С1+С2 оцінили у 725 млн тон, з яких дві третини припадали на пласт БС10 (мегіонська свита), а 23% на газонафтовий поклад пласта АС4-8 (верхня частина вартовської свити).
Видобувні запаси вільного газу Федорівського родовища за тими ж категоріями А+В+С1+С2 оцінили у 261 млрд м3.

## Розробка
Вже у 1972-му почалось розбурювання родовища і в 1973-му його ввели в промислову розробку. Станом на початок 2002-го на родовищі спорудили 4790 свердловин (з яких лише 7 газових).
В 1983-му досягнули піку видобутку з показником 35 млн тон нафти. В 1985-му накопичений видобуток досягнув 250 млн тон, в 2004-му – 500 млн тон.
Наразі виробітка запасів головного пласта БС10 перевищила 85%, тому з 1999-го ведуться роботи по пласту АС4-8, вилучення нафти з якого ускладнюється геологічними умовами – нафтова облямівка подекуди має товщину лише 2 – 4 метра, а зверху та знизу від неї розташовані газова та водяна зона завтовшки біля п’ятдесяти метрів кожна. Як наслідок, розробка пласта АС4-8 можлива лише горизонтальними свердловинами, при цьому в продукції містяться значні обсяги газу та води.
В 2012-му з Федорівського родовища отримали 7 млн тон нафти, з яких 3,7 млн тон припадає на пласт БС10 та біля 1,5 млн тон на АС4-8.
Станом на початок 2017-го з родовища вилучили 146 млрд м3 газу. Газ спрямовують на Сургутський газопереробний завод.